# R. Sharath Jois
R. Sharath Jois（出生名：Rangaswamy Sharath；1971年9月29日－2024年11月11日）是一位印度的教師、練習者以及傳承持有人（paramaguru），屬於阿斯湯加瑜伽的體系，傳承自他的祖父K·帕塔比·喬伊斯。他曾任職於印度邁索爾的 Sharath Yoga Center 主任。

## 成長背景
Jois 於 1971年9月29日出生於印度邁索爾，母親是 Saraswati Rangaswamy，亦即 K·帕塔比·喬伊斯 的女兒。 他出生在一個專注於練習、傳承與教授阿斯湯加瑜伽的家庭，他的祖父從他的老師 T. Krishnamacharya 處學得阿斯湯加，並將其傳承下來。Jois 自幼便接觸瑜伽，七歲左右開始非正式地練習體式，但直到14歲都並未投入太多。19歲時，他開始正式跟隨祖父學習阿斯湯加瑜伽體系，並成為阿斯湯加瑜伽的傳承持有人。
Jois 的祖父 K·帕塔比·喬伊斯 自1927年（12歲時）跟隨 T. Krishnamacharya 學習瑜伽，一直持續到1954年。 帕塔比·喬伊斯 畢生逾70年的時間都投入在阿斯湯加瑜伽的練習和教學之中。他於1948年在拉克什米普蘭的家中創立了他的第一所瑜伽學校——阿斯湯加瑜伽研究所（Ashtanga Yoga Research Institute），並於2002年在 Gokulam 開設了新學校，以容納不斷增加的學生數量。
Jois 小時候患過多種疾病：四歲時因傳染性單核白血球增多症臥床一年，七歲時又經歷腿部骨折與風濕熱。（p. 120） 他獲取印度JSS大學電子學文憑。
他七歲時學到了最初的一些體式。 他的祖父曾說，讓孩子們從初階與中階序列中玩耍式地接觸一些體式是可以的，因為對孩子來說很多體式都比大人更容易習得。

## 成為瑜珈教師
Jois 在19歲時，母親告訴他應該開始在瑜伽教室協助祖父，因為當時有許多學生，而祖父年事已高。自那之後，他便全職協助帕塔比·喬伊斯。在那段時間里，Jois 對練習的投入更為深入，並開始體察到瑜伽所能帶來的轉化力量。
在正式教導他人之前，Jois 長期跟隨祖父學習瑜伽的實修以及理論。他強調，練習者必須先理解體式與對應的 vinyasa，才能給他人教授。Jois 花了無數時間觀察祖父的教學，接觸各種體型的學生，培養出因材施教的能力。
身為老師，Jois 強調阿斯湯加瑜伽是一個過程，體式只是練習的一部分，為人在生活中融入其他肢做準備。阿斯湯加的練習有很多層面，雖然表面上像是循序漸進地增加新體式，但實際上也包含了更多細微之處。因此，學生被鼓勵專注在身體的練習上，因為真正在練習中獲得的經驗才是主要的學習來源，而不僅僅是通過閱讀理論來了解；體式練習是瑜伽理論在實踐中的基礎。 他跟隨祖父學習達二十年之久。
從1990年代開始，Jois 與祖父一同前往世界各地教授阿斯湯加瑜伽。他們認為在西方，瑜伽愈發流行並且常以非傳統的方式教授，因而有必要去傳播並教授更具傳統與系統性的瑜伽。為了保持練習的完整性與傳統，他也持續到世界各地授課。

## 擔任瑜珈學院主任
2007年，因帕塔比·喬伊斯 身體狀況不佳且無法再繼續教學時，Jois 接任學院的主任。他在 KPJAYI 瑜珈學院的職位與對阿斯湯加瑜伽的最高指導權也逐漸穩固，因他已跟隨祖父習練並掌握了所有六個序列。某位資深學生形容他在課堂的教學風格是嚴格與慈悲的平衡。
為了延續瑜伽的傳承，他在夏季為持有授權及認證的練習者開辦教師課程，確保阿斯湯加瑜伽的教授方式符合傳統精神，並尊重歷代瑜伽大師的傳承——Rama Mohan Bramachari、T·克里希納馬查里亞 以及他的祖父。 2014年課程結束後，學生為他舉行了一場慶祝活動。 在此期間，Jois 向學生重申「從內心教學(from the heart)」的重要性。
秉承祖父的傳統，Jois 在帶領課程後常於周六舉辦座談會，討論練習、理論的關鍵點，並解答學生對練習的疑問。Jois 一再強調，為了獲得練習的完整益處，應帶著“4D”（devotion、dedication、determination、discipline——即奉獻、投入、決心與自律）的心態進行練習。
2019年，Jois 的母親 Saraswathi Rangaswamy 將她的瑜伽學校搬到了 K. Pattabhi Jois Ashtanga Yoga Institute（KPJAYI），並將其更名為 K. Pattabhi Jois Ashtanga Yoga Shala。同期，Sharath Jois 在另一處開設了新的教學場所——Sharath Yoga Centre。
在《Ashtanga Yoga Anusthana》一書中，Jois 談到了瑜珈具備的治療方法（asanas that may have therapeutic value）。

## 離世
2024年11月11日，Jois 前往美國進行訪問，於弗吉尼亞大學附近與學生在 亨普貝克巖 健行時突發心臟病去世，享年53歲。

## 獲獎
- Jois 曾與學校交流，倡導在課程中融入瑜伽。弗吉尼亞大學校園[哪個／哪些？]設有由 KPJAYI 授權的老師開設的傳統 Mysore 課程。[12][13]

- 在 Uttarkashi 獲得榮譽，獲封 “Mahayogi Guru” 頭銜[14]

- 在 Mysore Yoga 獲得殊榮，被譽為 “Paramaguru”[3]

## 著作出版
Jois 曾出版《Ashtanga Yoga Anusthana》，介紹並概述阿斯湯加瑜伽，闡釋練習的八肢（eight limbs）、三重焦點（Tristhana）與串聯動作（Vinyasa）的重要性、初階序列的主要體式，以及一些附加的理療體式。
- Jois, Sharath.《Ageless: A Yogi's Secrets to a Long and Healthy Life》

- 著有 2010 年版《Yoga Mala: The Original Teachings of Ashtanga Yoga Master Sri K. Pattabhi Jois》之前言 [5]

- 曾為 LA Yoga 雜誌上的重點採訪 [4]

- 曾在 Namarupa 雜誌中受訪、撰稿[14]

- 為 Pushpam Magazine 撰寫文章[15]

- 曾被各大瑜伽雜誌及印度報紙報導 [7]

## 外部連結
- https://sharathyogacentre.com/